# Hídrox
L'hídrox, és una barreja de gasos, hidrogen i oxigen, que s'usa com a gas de respiració en el busseig a gran profunditat. Permet que els bussos descendeixin centenars de metres.
L'hidrogen és el gas més lleuger (dues vegades més lleuger que l'heli) però encara té un potencial narcòtic.

## Orígens
Encara que el primer ús informat de l'hidrogen sembla per Antoine Lavoisier (1743-1794), qui va fer que els cobais ho respiressin, els primers usos d'aquest gas en el busseig usualment s'atribueixen a assajos clínics per l'enginyer suec, Arne Zetterström en 1945.
Zetterström va demostrar que l'hidrogen es podia utilitzar perfectament fins a grans profunditats. Tristament, després d'una fallada a usar l'equip de superfície, va morir durant una bussejada de demostració. L'estudi de l'hidrogen no es va continuar fins alguns anys més tard, primer per l'Armada dels Estats Units, i després per la Compagnie Maritime d'Expertises (COMEX), que van desenvolupar procediments que van permetre buceigs d'entre 500 i 700 m de profunditat, mentre es respiraven barreges de gas basades en hidrogen, anomenat hídrox (hidrogen-oxigen) o hidreliox (hidrogen-heli-oxigen).

## Ús
Es pot usar l'hídrox per combatre la síndrome nerviosa d'alta pressió (SNAP), que ocorre sovint durant buceigs molt profunds.
Aquests estudis van tenir molt èxit amb un busseig simulat a 701 m, per Theo Mavrostomos el 20 de novembre de 1990 en Toulon, durant els experiments de COMEX en les càmeres de descompressió d'Hydra X. Aquest busseig va ser "el busseig més profund al món".

## Descompressió bioquímica
L'Armada dels Estats Units ha avaluat l'ús de flora bacteriana per accelerar la descompressió del busseig amb hídrox.